# 企業社會責任
企業社會責任（英語：Corporate Social Responsibility，簡稱），雖無公認定義，但依世界企業永續發展委員會定義，是企業持續承諾表現良好操守，貢獻經濟發展，並大幅改善員工及其家庭的生活、本地社區與社會。

## 定義
企業社會責任，分為正面及負面：正面是指有責任參與（社會活動）；負面指有責任不參與。
企業社會責任並無公認定義，但一般泛指企業超越道德、法律及公眾要求的標準。進行商業活動時，企業亦需考慮到對各相關利益者造成的影響。企業社會責任的概念是基於商業運作必須可持續發展。企業除了考慮自身的財政和經營狀況外，也要考量對社會和自然環境所造成的影響。
企業社會責任，不同於社會企業，企業社會責任的觀念是由營利組織發起，以可持續發展的企業為概念，觀念起源較早；而後有了社會企業，由非營利之公益團體發起，並以公益活動作為核心概念。
利害關係人是指所有可以影響、或會被企業的決策和行動所影響的個體或群體，包括但不限於：員工、顧客、供應商、所在地社區團體、母公司或附屬公司、合作伙伴、投資者和股東。在這情況下企業與相關利益者接觸時，試圖將社會及環境方面的考慮因素融為一體。因應企業的各利害關係人而編寫的企業永續報告書 （英語：Corporate Sustainability Report，簡稱），也可稱為企業社會責任報告書 （英語：Corporate Social Responsibility），以報告書的方式，詳實揭露公司在永續經營及社會責任的目標、成果、承諾及規劃。

## 歷史
1923年，英國學者謝爾頓（Oliver Sheldon）的《管理哲學》（The Philosophy of Management）提出企業社會責任。
1931年，在美國，法律學者Adolf A. Berle與E. Merrick Dodd就企業經理人應向何人負責展開激烈辯論，為企業社會責任的定義討論提供基礎。Berle認為企業只對股東有忠誠義務，Dodd則認為企業亦應考慮其他利害關係人。1953年，美國經濟學家鮑恩（Howard·R·Bowen）的《商人的社會責任》（Social Responsibility of the Businessman）定義企業社會責任為「商人依循社會價值，做出決策與行動，承擔義務」。1960年代以降，隨大型企業崛起與影響力增加，圍繞企業社會責任，吸引無數商人、學者與投資人間的辯論。1960年代，Adolf A. Berle亦轉向Dodd，主張企業社會責任。此時期，要求企業社會責任的行動人士採取股東行動主義施壓企業遵守企業社會責任，代表為「通用汽車陣線」。
學者班尼迪克·希伊（Benedict Sheehy）定義企業社會責任為「私人企業國際通用的自我規範」。
「企業承諾」指企業要善待員工、上下游供應商、與客戶，回應他們的需求。不僅要創造幸福職場，讓員工獲得妥善的照顧與成長機會，也必須對客戶提出品質良好的產品或服務。因此，一家靠血汗工廠或黑心產品來賺錢的企業，即便有獲利，仍是違反了CSR的精神。
2020年代，因為企業可以對上下游的合作廠商發揮正向的影響力，供應鏈管理也成為企業社會責任很重要的一環。
2010年代，臺灣金管會要求大型企業遵循《上市上櫃公司企業社會責任實務守則》，並在公司治理評鑑上加入相關指標，促使企業編寫企業社會責任報告書。

## 聯合國全球盟約

### 盟約的由來
1995年，聯合國秘書長科菲·安南召開的世界社會發展首腦會議上，曾提出「社會規則」、「全球盟約」
（Global Compact）的構想。
1999年1月，聯合國秘書長科菲·安南在達沃斯世界經濟論壇年會上，提出「全球盟約」計畫，並於2000年7月在聯合國總部正式啟動。「聯合國全球盟約」計畫號召各公司遵守在人權、勞工標準以及環境方面的九項基本原則。科菲·安南向全世界企業領導呼籲，遵守有共同價值的標準，實施一整套必要的社會規則，即「聯合國全球盟約」。「協議」使得各企業與聯合國各機構、國際勞工組織、非政府組織以及其他有關各方結成合作夥伴關係，建立一個更加廣泛和平等的世界市場。「協定」的目的是動員全世界的跨國公司直接參與減少全球化負面影響的行動，推進全球化朝積極的方向發展。
科菲·安南的建議不僅得到發達國家和國際工會組織的堅決支援，而且取得了企業界和國際雇主組織的積極回應。一些大型跨國集團公司開始行動起來，倡導承擔社會責任，與工會組織簽訂實施以基本勞工標準為核心內容的全面協定，開展社會認證活動。
2000年7月，世界50家大公司的代表會見安南，表示他們支持「聯合國全球盟約」，國際雇主組織也表示承諾舉辦區域研討會推行「聯合國全球盟約」。科菲·安南在「聯合國全球盟約」高級會議上對與會代表說：「我們應該保證全球市場處於反映全球社會需求的共同價值和實際之中......我建議全球協議作為邁向這一目標的第一步。」
此外， 2000年聯合國舉行的千禧年大會當中，與會的189個國家，共同簽署了「千禧年宣言」，承諾在2015年前要達成「千禧年發展目標」（Millennium Development Goals, 簡稱MDGs），包含改善貧窮與飢餓、實現普及初等教育、確保環境的可持續能力等8項目標。而從2015年7月聯合國所發布的結果報告來看，「千禧年發展目標（MDGs）」在各目標上均獲得初步的進展。
2016年開始，與會各國簽署了2030年永續發展目標議程（Agenda 30）正式啟動，而聯合國所訂定的17項永續發展目標（Sustainable Development Goals, 簡稱SDGs）在國際上備受矚目，進而讓全世界企業與公民思考如何達成在國際上的發展性及如何與CSR策略作結合。

### 盟約的內容
聯合國全球盟約要求各企業在各自的影響範圍內遵守、支援以及實施一套在人權、勞工標準及環境方面的十項基本原則。這些基本原則來自於《世界人權宣言》、國際勞工組織的《關於工作中的基本原則和權利宣言》以及關於環境和發展的《里約原則》，涉及四個方面，分別是：

人權

原則一：企業應對國際公認之人權的保護給予支持與尊重；以及

原則二：確保他們不與踐踏人權者同流合污。

勞動

原則三：企業應堅定支持結社自由並實際有效地認知集體談判的權利；

原則四：消除一切形式的強制性和義務性勞動；

原則五：實際有效地廢除童工；以及

原則六：消除與工作及職業有關的歧視。

環境

原則七：企業應支持預防性方法以應對環境挑戰；

原則八：採取主動推行更多的環保責任；以及

原則九：鼓勵開發與散播環境友善技術。

反腐敗

原則十：企業應致力反對所有形式的腐敗，包括敲詐與賄賂。

## 相關資料
1. ↑   (PDF). Switzerland: World Business Council for Sustainable Development. 2016. Corporate social responsibility is the continuing commitment by business to behave ethically and contribute to economic development while improving the quality of life of the workforce and their families as well as of the local community and society at large.
2. ↑  企業社會責任之特徵與反省：以臺灣為例 （页面存档备份，存于），社會企業責任與社會企業之差異。
3. 1 2  . TAICCA FINANCE. 2020-06-19  [2025-04-26].
4. 1 2 3  許晉瑋.  (PDF). 中國文化大學法律學研究所. 2008.
5. ↑  . CSRone 永續智庫. 2024-05-02  [2025-04-26] （中文（臺灣））.
6. ↑  De George, Richard T. . Pearson. 2011. ISBN 9788131763353.
7. ↑  Sheehy, Benedict. . Journal of Business Ethics. 2015-10-01, 131 (3): 625–648. ISSN 0167-4544. S2CID 144904171. doi:10.1007/s10551-014-2281-x.
8. ↑  . 金融監督管理委員會. 2014-09-18  [2025-04-26].
9. ↑  .   [2015-10-27]. （原始内容存档于2015-04-02）.